# Brattea

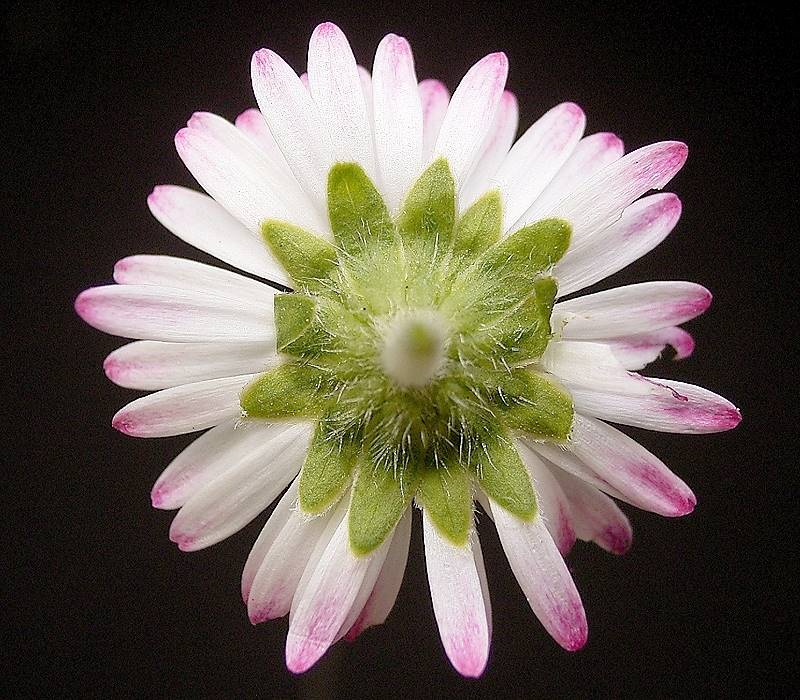
Involucro di brattee dell'infiorescenza a capolino della pratolina. Non è un calice in quanto il capolino non è un fiore ma un insieme di fiori, ognuno con il suo proprio calice.

In botanica la bràttea (o ipsofillo) è una foglia modificata che accompagna fiori o infiorescenze. Se di piccole dimensioni viene definita bratteola.

## Descrizione
Dalla attaccatura ascellare della brattea si sviluppa un fiore o un'infiorescenza; essa può assumere varie forme e diverse dimensioni. Quindi si dice che le brattee sono foglie trasformate che proteggono il fiore e il frutto dal gelo e dai parassiti
Una delle funzioni principali delle brattee è quella di protezione, ad esempio, del bocciolo fiorale.
Le brattee sono generalmente di colore verde e si possono confondere con le foglie stesse; in alcuni casi possono presentare svariati colori, tanto da essere a volte confuse col fiore oppure col frutto, come capita nella pianta di nocciolo.
In questo caso le brattee svolgono anche una funzione vessillare, cioè fungono da richiamo per gli animali impollinatori. Classici esempi di piante fornite di brattee con funzione vessillare sono la stella di Natale (Euphorbia pulcherrima Willd.) e la Bougainvillea.
Una brattea di grandi dimensioni, spesso colorata, che racchiude un insieme di fiori (come, ad esempio nelle Palme o nel genere Arum), prende il nome di "spata". Nel genere Arum la spata è petaloidea, con funzione di attrarre gli insetti impollinatori.
Un insieme di brattee più o meno compatte o fuse viene definito un "involucro"; tipico quello che si trova al di sotto delle infiorescenze di molte Asteraceae e Apiaceae.

## Galleria d'immagini

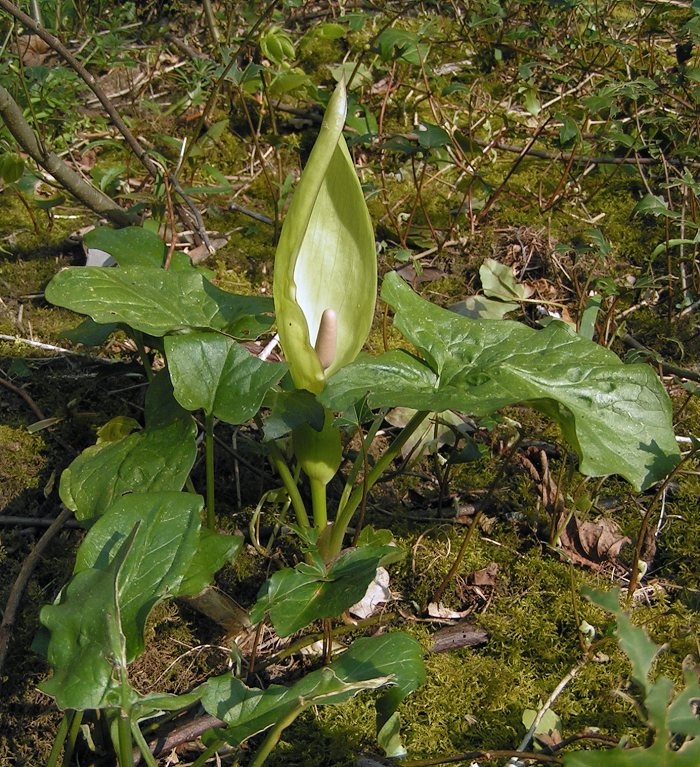
La spata di Arum è una brattea con funzione vessillare.
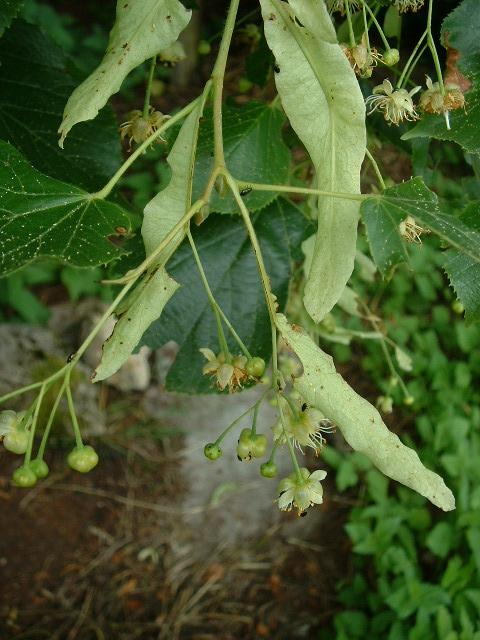
Brattee di tiglio che proteggono i fiori e poi i frutti.
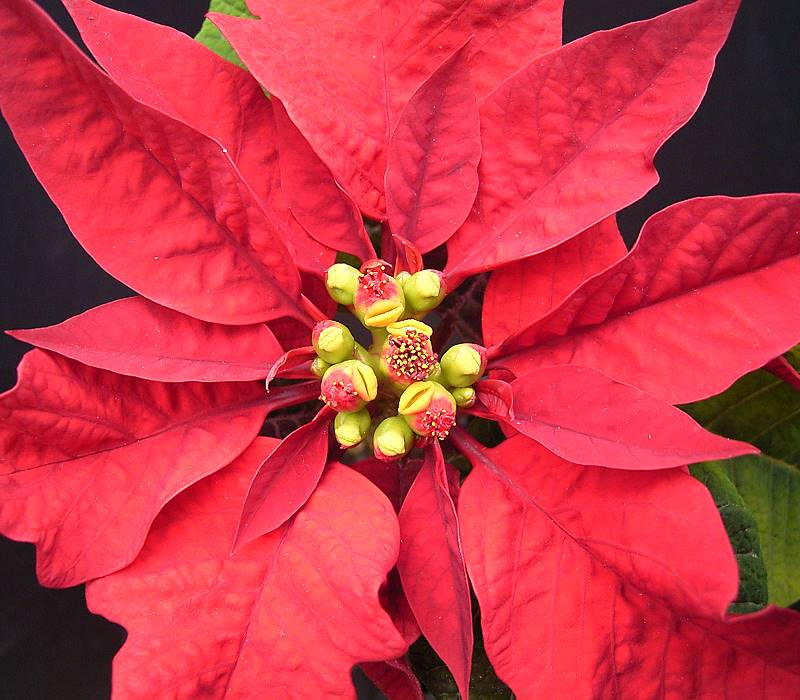
I "petali" rossi della stella di Natale sono in realtà delle brattee : i veri fiori sono piccoli e giallastri al centro.
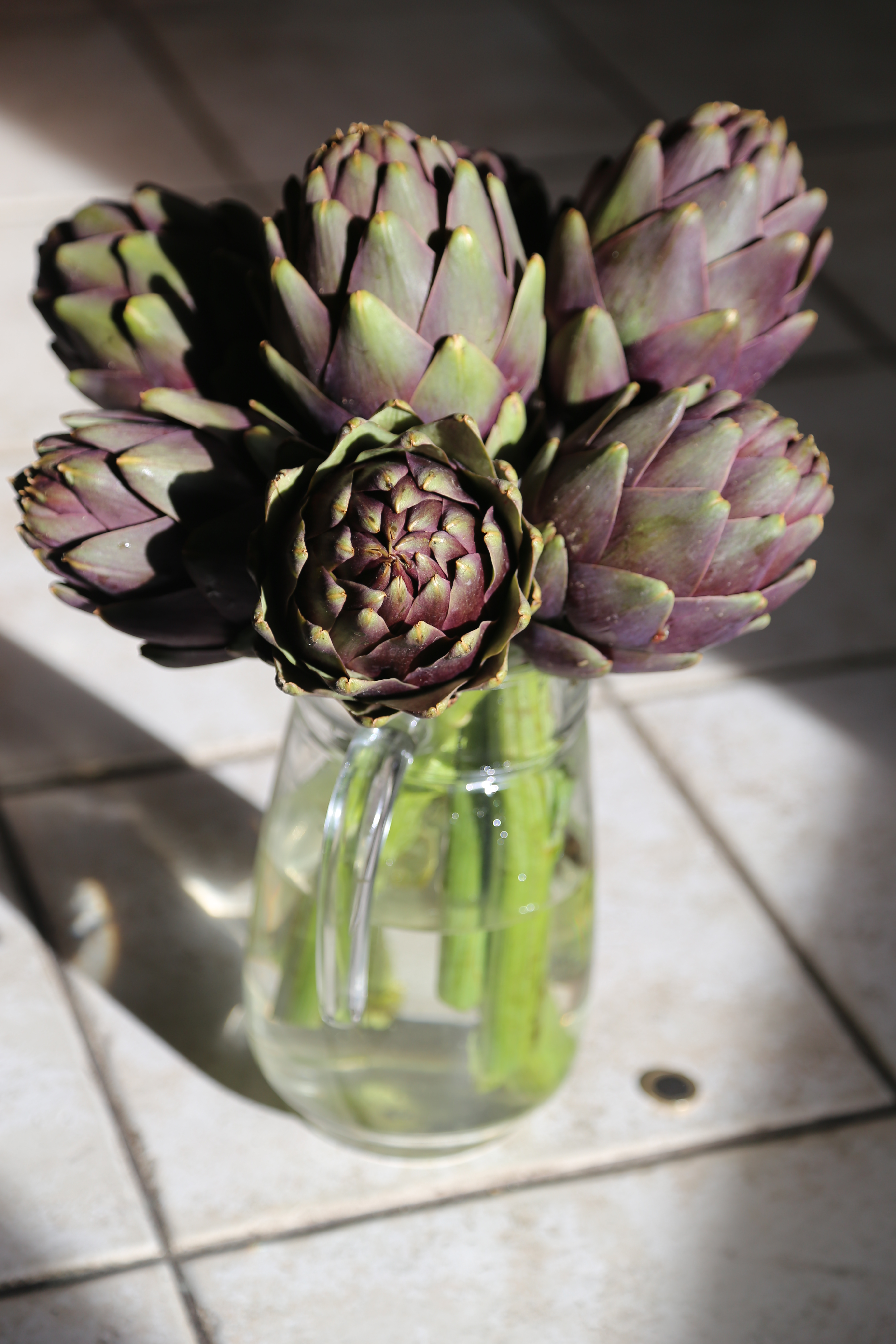
I petali che formano la pseudo corolla dei carciofi sono delle brattee carnose.